# Zimbabwe-Rhodesië
Zimbabwe Rhodesië was een staat die bestond van 1 juni tot 12 december 1979. De staat volgde de republiek Rhodesië op en werd zelf na een interim-herstel van de Britse koloniale situatie opgevolgd door Zimbabwe.